# Захаров, Игнат Данилович
Игнат Данилович Захаров (1913—1978) — советский работник сельского хозяйства, Герой Социалистического Труда (1966).

## Биография
Родился 26 января 1913 года в станице Мечетинской Черкасского округа Области Войска Донского, ныне Зерноградского района Ростовской области.
В 1929 году впервые сел за руль трактора. До войны трудился в Мечетинской МТС.
Участник Великой Отечественной войны с самого её начала. Воевал артиллеристом, дошёл до Берлина. В январе 1943 года был принят в члены ВКП(б)/КПСС.
В декабре 1945 года вернулся в родную станицу и восстанавливал разрушенное войной хозяйство. Был бригадиром тракторной бригады (1946—1957) и механиком колхоза имени Кирова (с 1958 года).
Умер в 1978 году.

## Награды
- Указом Президиума Верховного Совета СССР от 23 июня 1966 года — за успехи, достигнутые в увеличении производства и заготовки пшеницы, других зерновых и кормовых культур, а также высокопроизводительное использование техники, механику колхоза им. Кирова Зерноградского района Игнату Захарову было присвоено звание Героя Социалистического Труда с вручением ордена Ленина и золотой медали «Серп и Молот».
- Награждён двумя орденами Красной Звезды, а также медалями, среди которых «За отвагу»(30.8.1943)[2] и «За доблестный труд».